# Mecistocephalus philippinus
Mecistocephalus philippinus är en mångfotingart som beskrevs av Chamberlin 1920. Mecistocephalus philippinus ingår i släktet Mecistocephalus och familjen storhuvudjordkrypare.
Artens utbredningsområde är Filippinerna. Inga underarter finns listade i Catalogue of Life.